# Valter Matošević
Valter Matošević (nascut l'11 de juny de 1970 a Rijeka, Croàcia), és un jugador d'handbol croat que juga de porter. Fou membre de la selecció croata que va guanyar la medalla d'or als Jocs Olímpics d'Estiu de 1996 a Atlanta i novament als Jocs Olímpics d'Estiu de 2004 a Atenes.

## Trajectòria esportiva
Ha jugat professionalment en equips de Croàcia, Alemanya, Espanya, i Dinamarca:
- 1995, 1996-1999 RK Zamet
- 1996, 2002-2003, 2004-2005 RK Zagreb
- 1999-2001 RK Metković
- 2003-2004 Wilhelmshavener HV
- 2005–2007 HSG Wetzlar
- 2007–2008 Portland San Antonio.
- 2008–2009 FCK Håndbold
- 2011 TuS Nettelstedt-Lübbecke